# Anders Newbury
Anders Newbury, né le 26 juin 1992 à St. Albans, est un coureur cycliste américain.

## Palmarès
- 2009
  - 3e du championnat des États-Unis du contre-la-montre juniors
- 2010
  - 1re étape du Regio Tour (contre-la-montre par équipes)
- 2011
  - 2e de la Green Mountain Stage Race

## Classements mondiaux
| Année           | 2011 |
| --------------- | ---- |
| UCI Africa Tour | 55e  |